# Yoel Gamzou
Yoel Gamzou (* 10. März 1988 in Tel Aviv) ist ein israelisch-amerikanischer Dirigent. Bekannt wurde er durch seine Gustav-Mahler-Interpretationen sowie seine Ergänzung von Mahlers unvollendeter 10. Sinfonie.

## Leben
Gamzou wuchs in einer Künstlerfamilie auf. Schon im Kindesalter lernte er Cello und hatte Kontakt zur Musik Gustav Mahlers, was ihn bereits im Alter von zwölf Jahren inspirierte, Dirigent zu werden. Mit 14 machte er Abitur, mit 15 Jahren verließ er seine Familie in Israel um sich in New York fortzubilden, danach war er unter anderem in Italien der letzte Schüler von Carlo Maria Giulini. Versuche eines geregelten Studiums in Paris, London und New York scheiterten.
Schon im Alter von 19 Jahren gründete er 2006 mit dem International Mahler Orchestra (IMO) ein eigenes Orchester. Am 5. September 2010 fand im Rahmen der Jüdischen Kulturtage in der Synagoge Rykestraße in Berlin mit dem IMO die von Kritik und Publikum viel gelobte Veröffentlichung und Aufführung seiner rekonstruierten Fassung von Mahlers unvollendeter 10. Sinfonie statt.
Daneben dirigierte Gamzou bereits das Israel Philharmonic Orchestra, die Bamberger Symphoniker, die Deutsche Radio Philharmonie, die Symphoniker Hamburg sowie die Stuttgarter Philharmoniker. 2017 wurde er als Nachwuchsdirigent mit einem Klassik-Echo ausgezeichnet.

## Stationen
- 2010–2012: Chefdirigent der Neuen Philharmonie München
- 2012―2015: 1. Kapellmeister und stellvertretender Generalmusikdirektor (GMD) am Staatsorchester Kassel
- 2017–2022: Musikdirektor am Theater Bremen[5]
- 2023 Gründung des oneMusic Orchestra[6][7]

## Auszeichnungen
- 2007 Sonder-Förderpreis des Gustav Mahler Dirigierwettbewerbs der Bamberger Symphoniker
- 2012 Berenberg Kulturpreis Hamburg
- 2013 Princess Margriet Award der European Cultural Foundation[8]
- 2017 ECHO Klassik in der Kategorie Nachwuchskünstler (Dirigat)[9]